# Abschnittswall Pleiner Burgberg

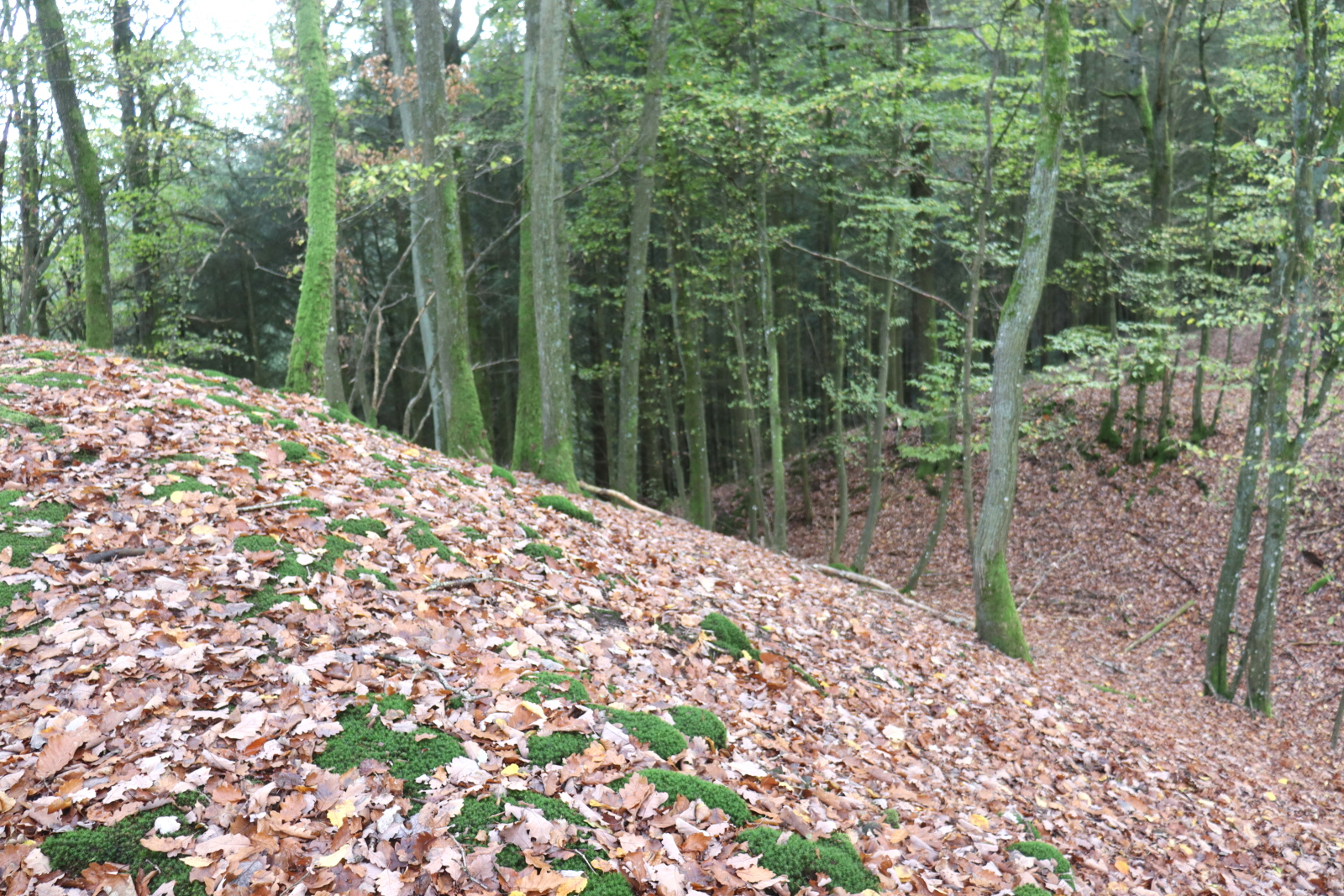
Gipfelbereich des Hauptwalls am Abschnittswall Plein auf dem Burgberg in Blickrichtung Vorwall im Westen

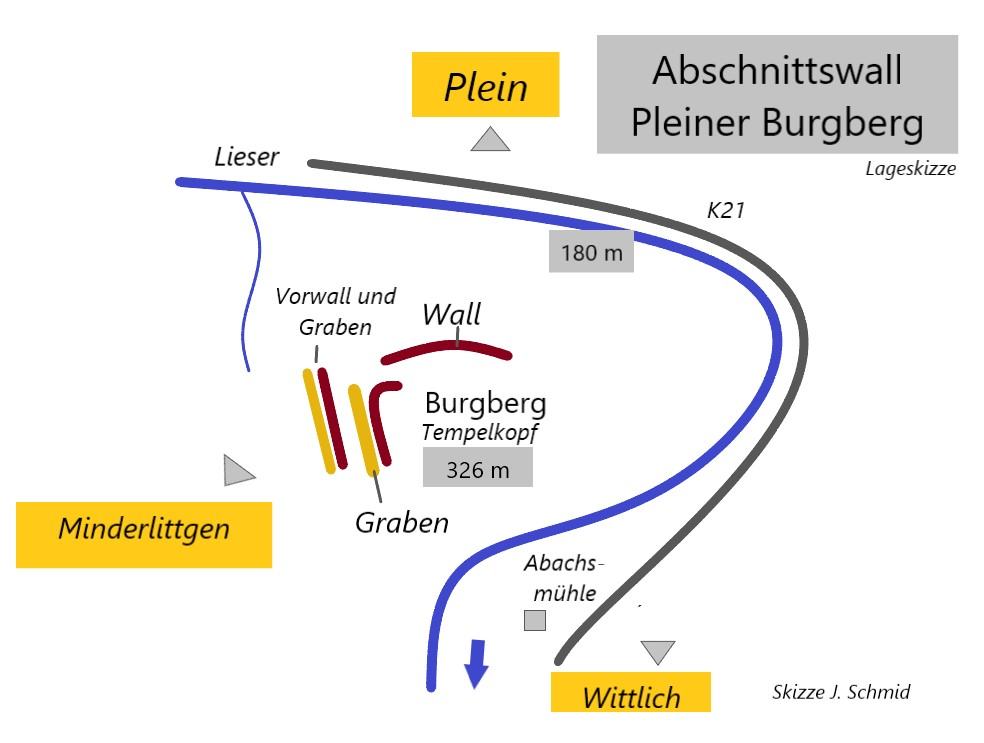
Abschnittswall Plein – Ortslage und Wallverlauf

Der Abschnittswall Pleiner Burgberg ist ein Abschnittswall südlich der Eifelgemeinde Plein auf dem durch den Lauf der Lieser gebildeten Bergsporn an der Spitze der Erhebung, die auch als Burgberg oder Tempelkopf bezeichnet wird.

## Geschichte
Das Wallsystem wurde 1976 von Karl Heinz Koch vermessen und besteht aus einem Doppelwallsystem mit einer betroffenen Gesamtfläche von etwa 131 Ar. Eine frühe Erwähnung der Anlage erfolgte bereits 1913 in der „Ortsakte“ Plein, eine erste Vermessung wurde 1923 vom Provinzialmuseum Trier veranlasst und durchgeführt. Die Bezeichnung des Walls bezieht sich nur auf Plein, obwohl in die umfasste Anhöhe auch die Gemarkungen von Wittlich und Minderlittgen hineinreichen. Der vordere, etwa 70 m lange Wall ist niedrig und bildet mit einem vorgelagerten 50–70 cm tiefen und 3,50–4,50 m breiten Graben eine Art Vorbastion. Im Mittelbereich ist der Graben mit 8 m Breite und 1 m Höhe noch gut erhalten. Die Befestigungslinie wird am Nordrand von einem Weg durchschnitten, der vermutlich als Zugangsweg in die Toreinfahrt der Anlage einbog. Etwa im Abstand von 10 m folgt der zweite massivere Befestigungsabschnitt. Der über 50 m lange Graben weist bei einer Breite von 12 Metern eine Tiefe von 2,20 m auf. An diesen schließt sich der 4 m hohe und 15 m breite Abschnittswall an. Am auslaufenden nördlichen Ende winkelt er nach Nordosten ab und stößt auf einen Weg, wo er unterhalb des Weges sich als Rundung in nordöstlicher Rundung fortsetzt. Mauerreste oder Trümmer als Nachweise einer Oberflächenbebauung wurden nicht festgestellt.

### Befestigungstyp
Bereits 1921 berichtete der Archäologe Paul Steiner vom Provinzialmuseum Trier, dass die bekanntgewordenen Ringwallanlagen und vor- und frühgeschichtlichen Wehranlagen des Trierer Landes in einem Atlas erfasst und untersucht werden sollen. 1932 veröffentlichte er eine Schrift über Vorzeitburgen des Hochwaldes. Hier berichtete er im ersten Teil über älteste Befestigungsanlagen des Trierer Landes im Allgemeinen und stellte dabei eine Typologie von vorgeschichtlichen Befestigungsanlagen vor. Dabei unterschied er den einfachen Abschnittswall aus einem Querwall mit davorliegendem Graben, der einen Bergsporn von einer zur anderen Seite abriegelt, von dem daraus weiterentwickelten Ringwallabschnitt, der in ähnlicher Weise einen hohen Querwall mit Graben aufweist, zusätzlich aber wegen weniger steilen Geländes niedrigere Ringwälle benötigt. In Plein handelt es sich dieser Definition folgend um eine Kombination aus doppeltem Abschnittswall und einem niedriger verlaufenden Ringwall.

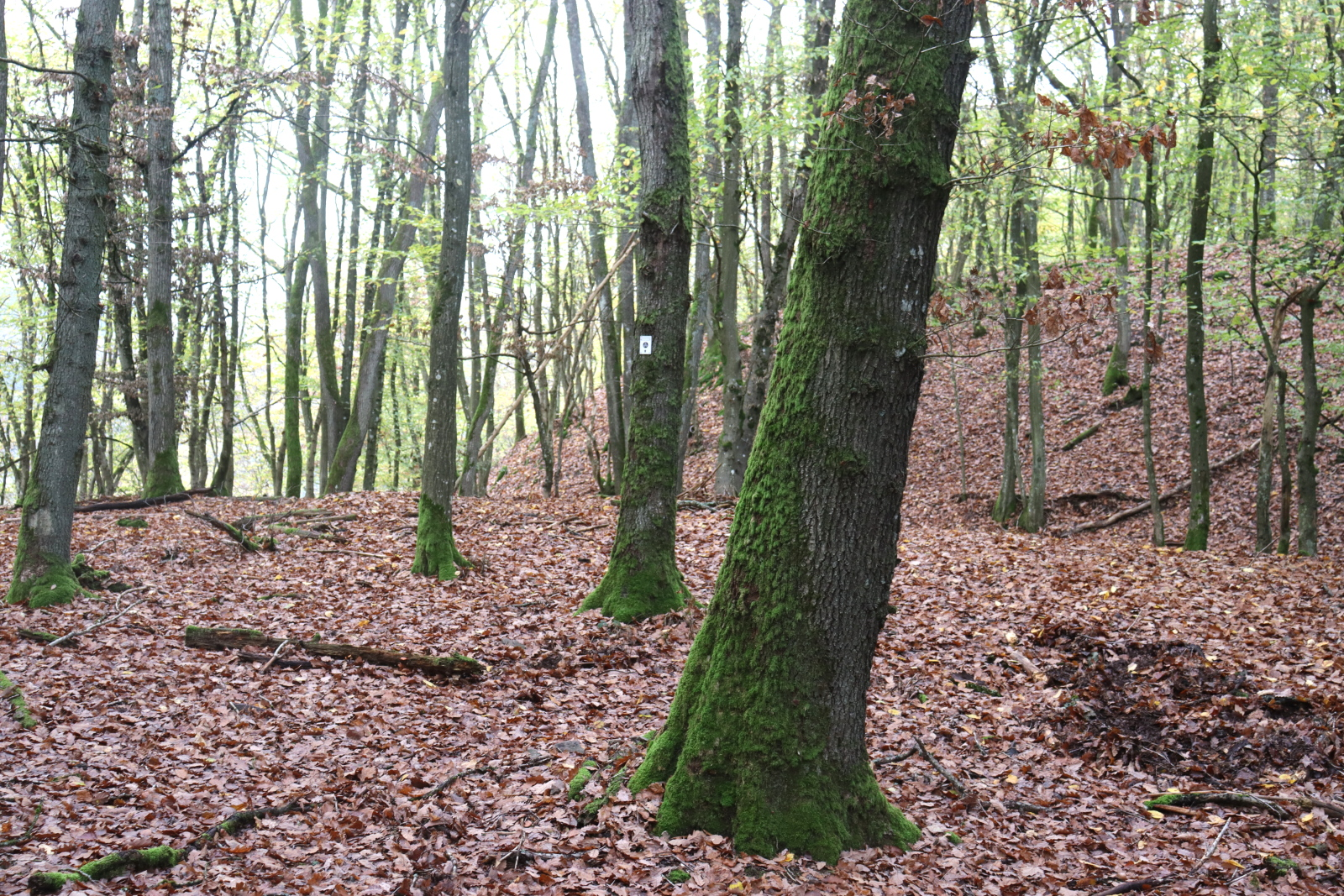
Abschnittswall Plein Vor- und Hauptwall
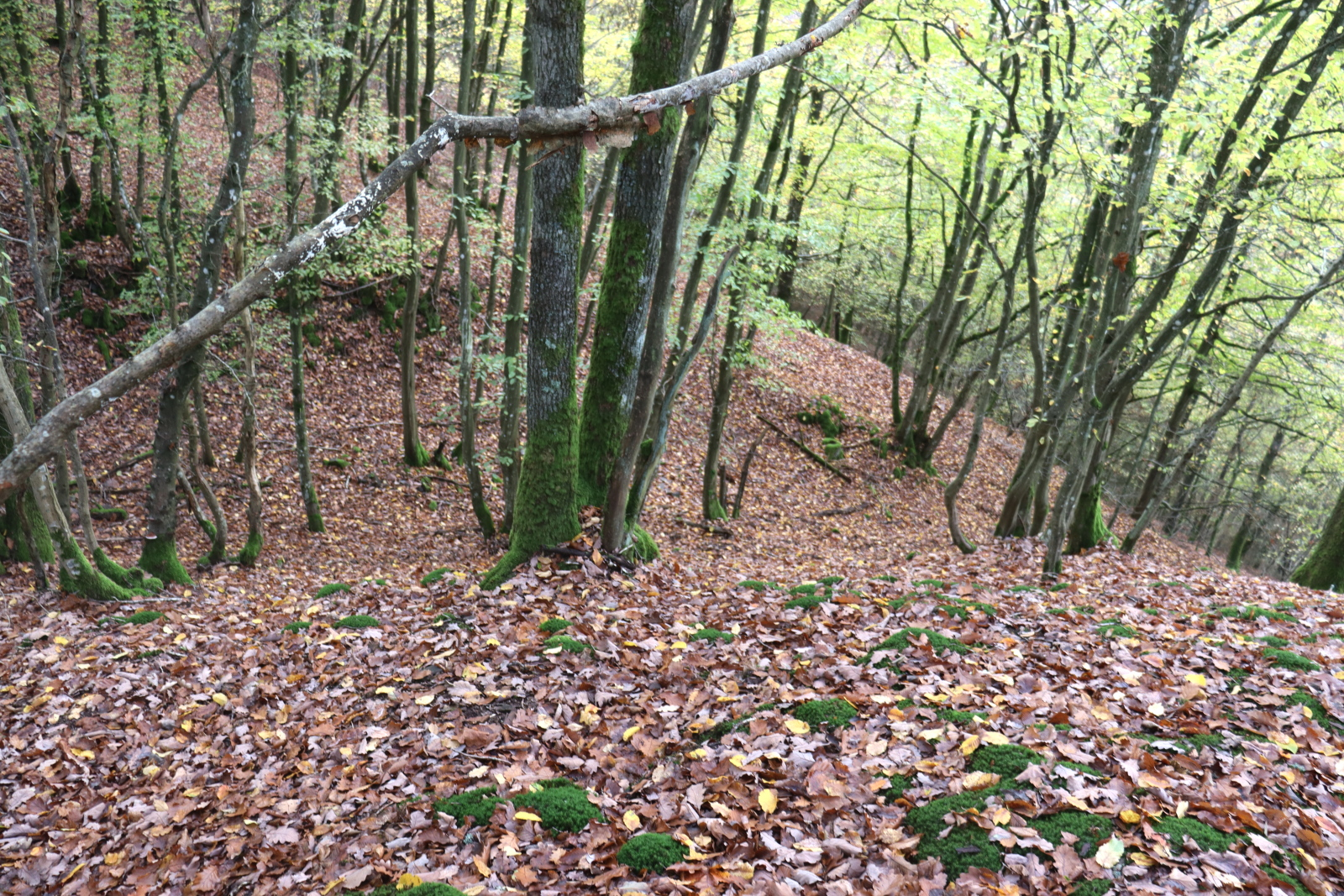
Abschnittswall Plein Vor- und Hauptwall
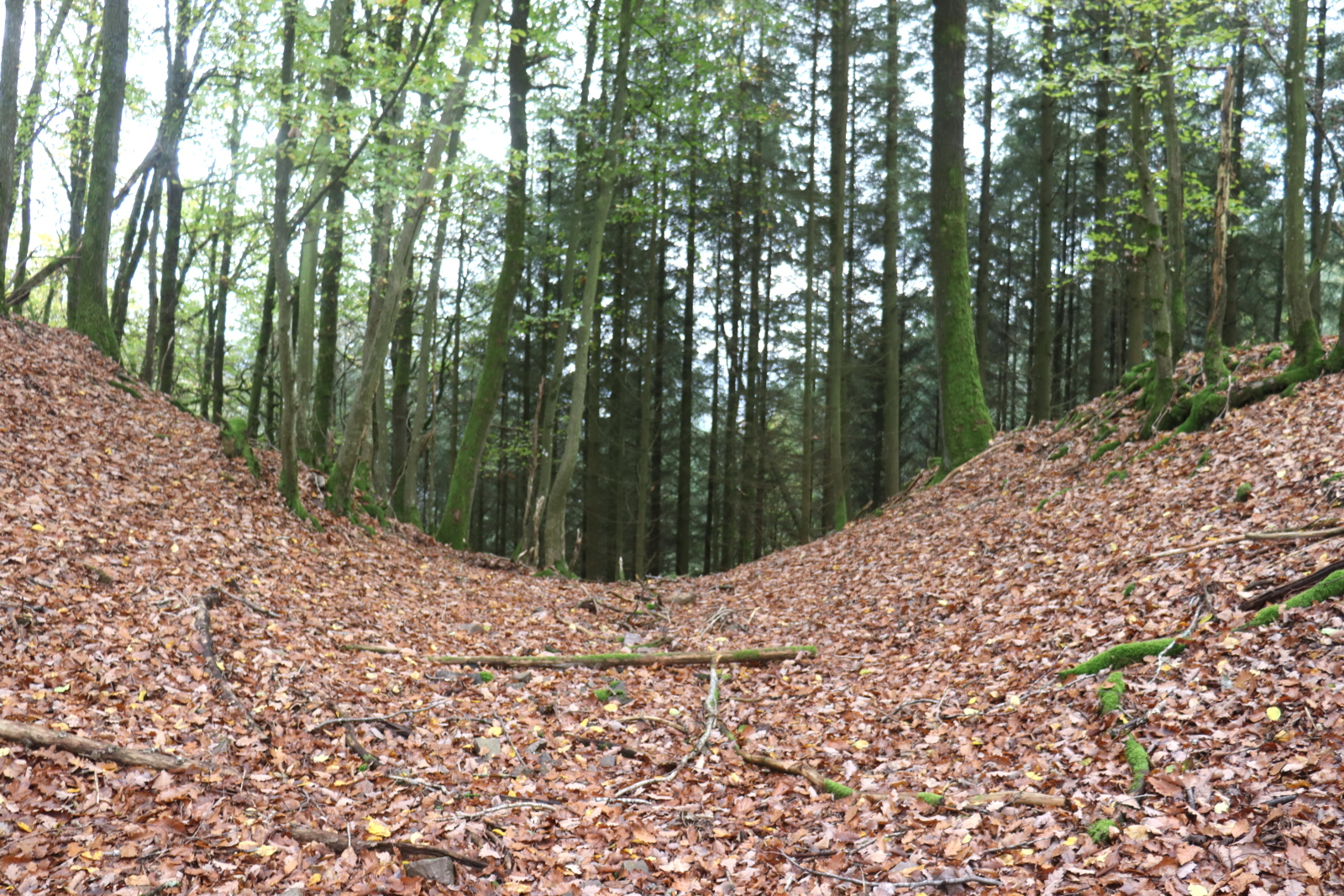
Abschnittswall Plein Vorgraben Hauptwall
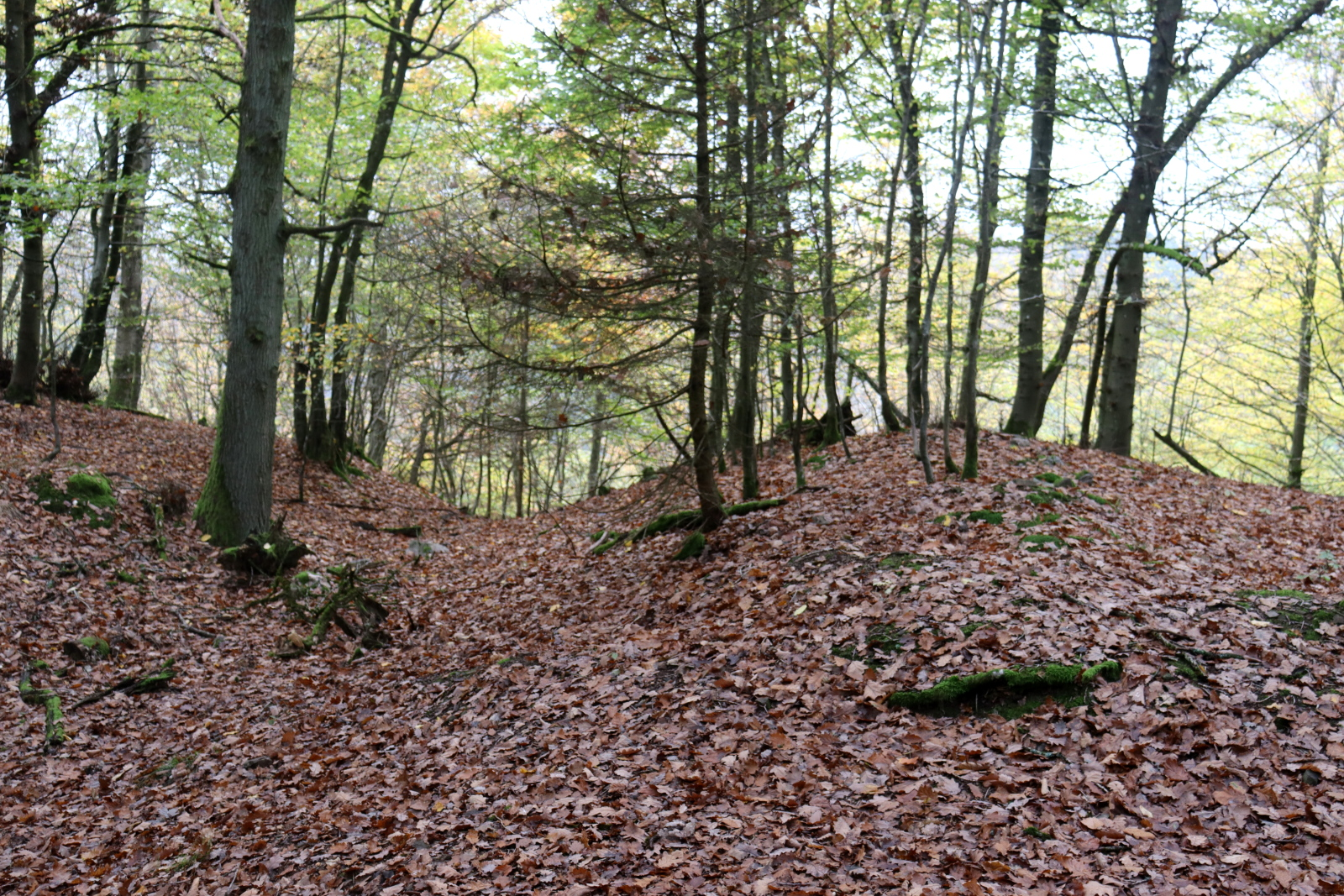
Abschnittswall Plein Vorwall mit Vorgraben
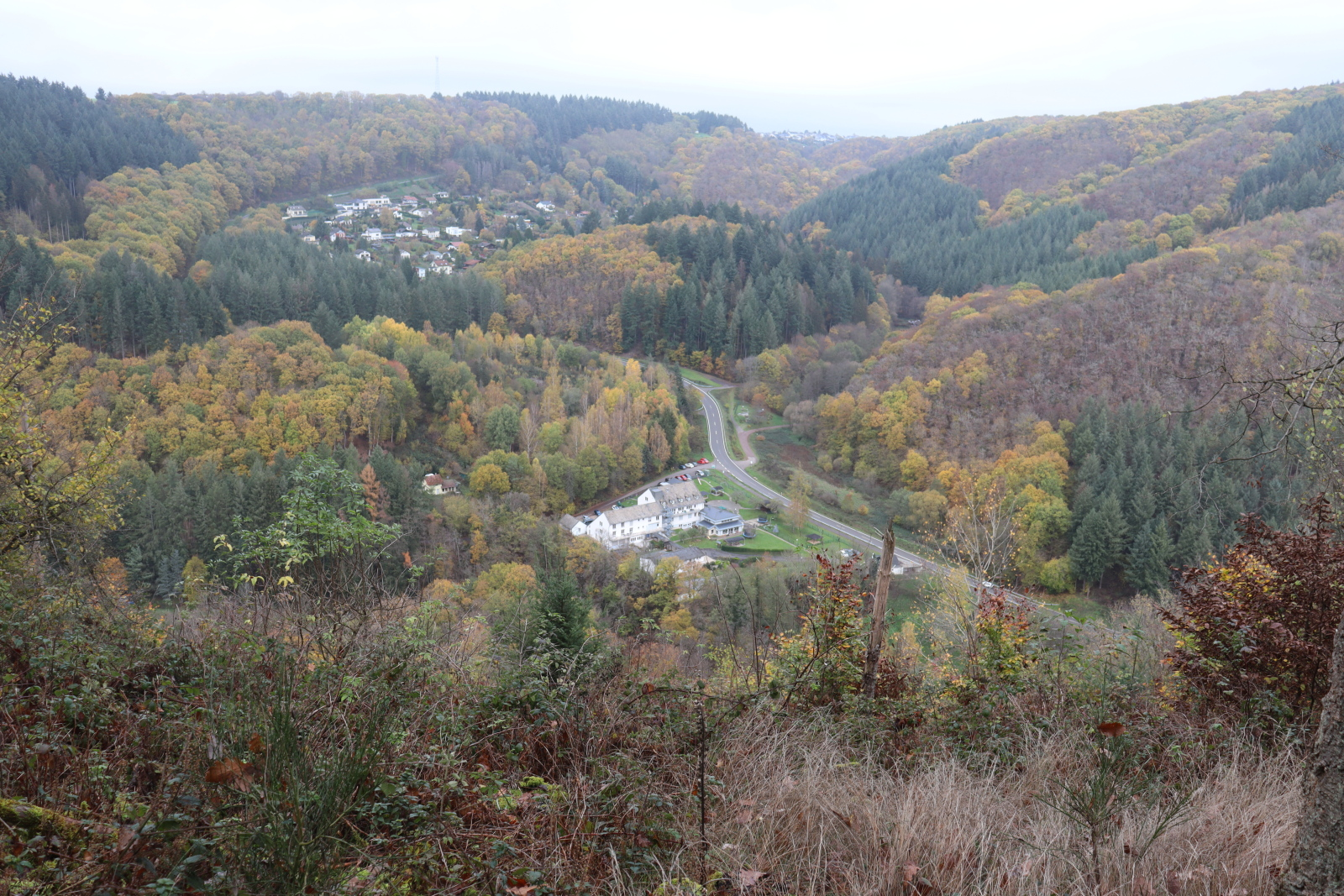
Abschnittswall Plein Tempelkopf Panoramablick hoch über der Lieser
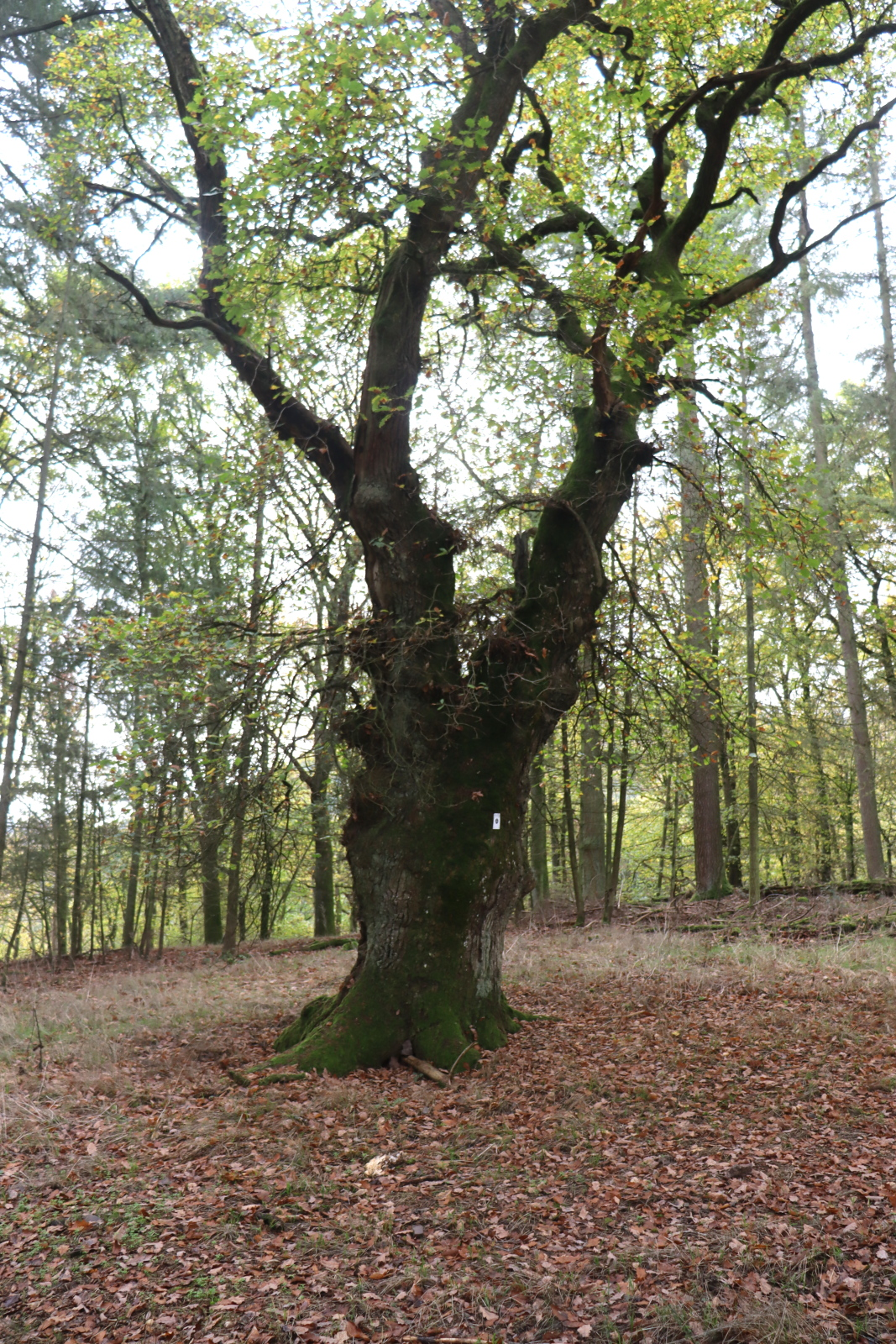
Abschnittswall Plein – Alte Eiche am Tempelkopf